# Вилмингтон (Северна Каролина)
Вилмингтон (енгл. Wilmington) град је у америчкој савезној држави Северна Каролина.

## Демографија
По попису из 2010. године број становника је 106.476, што је 30.638 (40,4%) становника више него 2000. године.
|                   | 2010.            | 2000.           |
| Укупно            | 106 476 (100,0%) | 75 838 (100,0%) |
| Белци             | 75 432 (70,84%)  | 52 639 (69,41%) |
| Афроамериканци    | 21 158 (19,87%)  | 19 579 (25,82%) |
| Хиспаноамериканци | 6 487 (6,092%)   | 1 991 (2,625%)  |
| Остали            | 2 136 (2,006%)   | 947 (1,249%)    |
| Азијати           | 1 263 (1,186%)   | 682 (0,899%)    |

## Партнерски градови
- Дандунг
- Бриџтаун